# De Ruyterraam
Het De Ruyterraam is een gedenkraam in de Nederlandse stad Vlissingen, ter herdenking aan admiraal Michiel de Ruyter.

## Achtergrond
De Nederlandse vlootvoogd Michiel de Ruyter (1607-1676) werd geboren in Vlissingen. In 1841 werd in zijn geboorteplaats nabij de Westerschelde een standbeeld van De Ruyter geplaatst, gemaakt door beeldhouwer Louis Royer. Bij de 350e herdenking van het geboortejaar van De Ruyter in 1957 werd het plan opgevat een gedenkraam in de Grote of Sint-Jacobskerk te plaatsen. De Ruyter werd in deze kerk gedoopt en trouwde er driemaal. Er werd een comité opgericht onder voorzitterschap van J.W. Hupkes van de Koninklijke Maatschappij De Schelde. Aan de Haagse kunstenaar Pieter A.H. Hofman werd gevraagd een ontwerp te maken en in 1962 kreeg hij de definitieve opdracht. Hofman ontwierp een raam met scènes uit het leven van De Ruyter en Bijbelse figuren. Hofman overleed in 1965, het werk werd afgerond bij het atelier De Lint in Delft door Wim Wagemans.
Het twaalfenhalf meter hoge raam is geplaatst in de noorderbeuk van de kerk, waar het op 18 juni 1966 door Adri van Es, staatssecretaris voor marinezaken, werd onthuld.

## Beschrijving
In de tracering boven in het raam zijn de symbolen van de vier evangelisten afgebeeld: de stier, adelaar, leeuw en engel. Onder een stralende zon is daaronder het wapen te zien van Willem III van Oranje, stadhouder van Holland, Zeeland, Utrecht, Gelderland en Overijssel. Daaronder zijn paarsgewijs scènes uit het leven van De Ruyter en Bijbelse figuren afgebeeld. Van boven naar beneden zijn dit:
- Links de tocht naar Chatham in 1667 en rechts de aartsengel Michaël, met de tekst "Pro Mare Libero" ("voor een vrije zee").
- Links de profeet Elisa als symbool voor gehoorzaamheid en plichtsbesef en rechts een scène die verwijst naar de zesentwintig Hongaarse predikanten (1676). Daarbij de tekst "Pro Fide Libera" ("voor vrijheid van godsdienst").
- Links De Ruyter met in bespreking met raadpensionaris Johan de Witt en rechts Daniël in de leeuwenkuil. Tussen hen in de tekst "Pro Patria Libera" ("voor een vrij vaderland").

Onder deze scènes is De Ruyter geplaatst te midden van zijn bevelhebbers. Verdeeld over het raam heen zijn de  wapenschilden geplaatst van Groningen, Overijssel, Holland, Gelderland, Zeeland en de familie Lampsins, de eerste werkgevers van De Ruyter.
In het onderste deel van het raam is centraal het wapen van De Ruyter te zien, met aan weerszijden biddende zeelieden. Helemaal onderin is een opschrift geplaatst tussen het wapen van Zeeland en het wapen van Vlissingen:

MICHIEL ADRIAENSZN DE RUYTER
LUITENANT ADMIRAAL GENERAAL
VAN HOLLAND EN WEST VRIESLAND
BEREIDT TOT 'ER DOODT TOE EER EN EEDT TE BETRACHTEN

Het raam is gesigneerd met de namen van Hofman en Wagemans.